# باول شايس
باول شايس (بالإنجليزية: Paul Chase)‏ (4 أغسطس 1981 بأتلبورو في الولايات المتحدة - ) هو لاعب كرة قدم أمريكي في مركز الدفاع. لعب مع Wilmington Hammerheads FC ‏ وCape Cod Crusaders ‏.